# درم (إنجلترا)

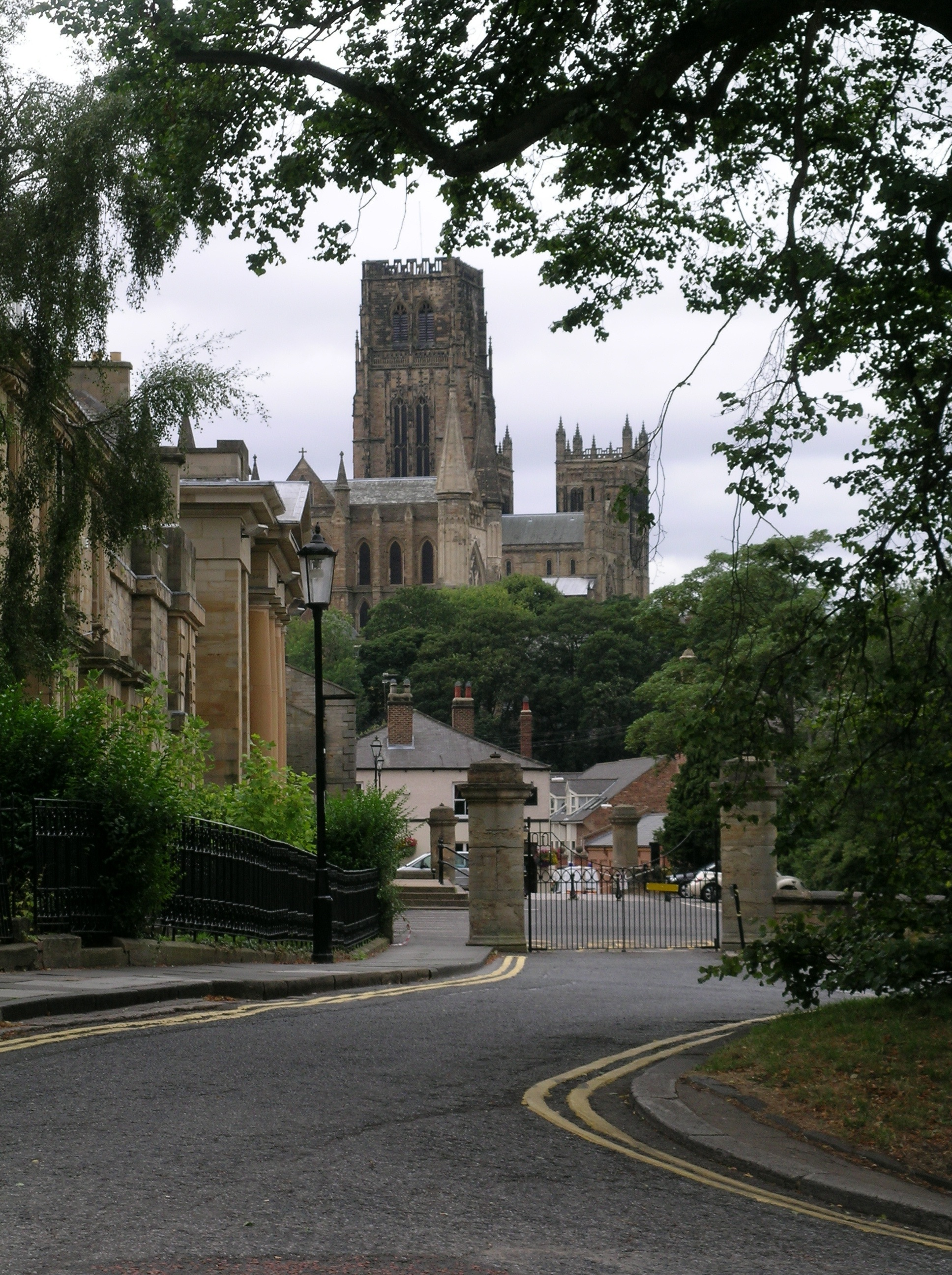
كاتدرائية درم

دُرم (بالإنجليزية: Durham) مدينة في بريطانيا، تقع في شمال إنجلترا، حيث تبعد حوالي 427 كم (267 ميلاً) إلى الشمال من لندن، وحوالي 27 كم (17 ميلاً) إلى الجنوب من مدينة نيوكاسل. هي عاصمة مقاطعة درم. فيها جامعة درم، وهي جامعة حكومية تأسست عام 1832.
جاء اسمها من تحريف لكلمتين. الأولى من اللغة الإنجليزية القديمة وهي دن (بالإنجليزية: dun) وتعني تلة، والثانية من النوردية القديمة وهي هولم (بالإنجليزية: holme) وهي تعني جزيرة.

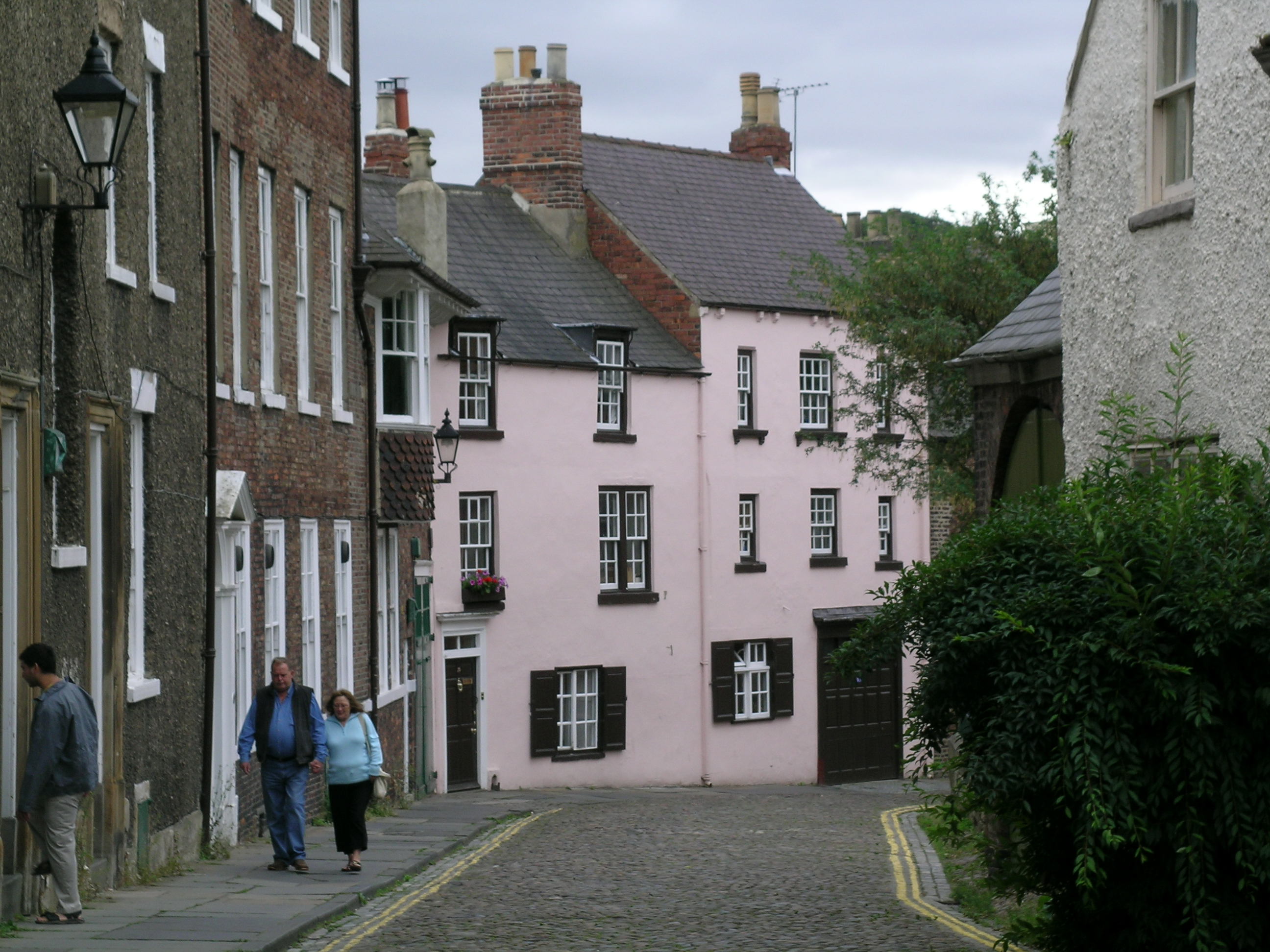
حي ساوث بيلي

## التاريخ

### التاريخ المبكر
تشير الأدلة الأثرية إلى وجود تاريخ للاستيطان في المنطقة منذ حوالي 2000 قبل الميلاد. يمكن إرجاع المدينة الحالية بوضوح إلى عام 995 بعد الميلاد، عندما اختارت مجموعة من الرهبان من ليندسفارن شبه الجزيرة الاستراتيجية العالية كمكان للاستقرار بجسد القديس كوثبرت الذي كان موجودًا سابقًا في تشيستر لو ستريت، حيث أسس كنيسة هناك. أسطورة البقرة وأصول المدينة

### أسطورة تأسيس دورهام (من نحت على الجانب الجنوبي من الكاتدرائية)

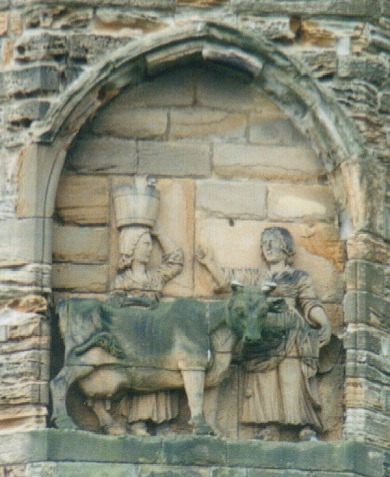
Legend of the founding of Durham (from a carving on the south side of the cathedral)

تقول الأسطورة المحلية أن المدينة تأسست عام 995 م عن طريق التدخل الإلهي. يروي مؤرخ القرن الثاني عشر سيميون من دورهام أنه بعد التجول في الشمال توقف نعش القديس كوثبرت بأعجوبة عند تلة وأردن لو وعلى الرغم من جهود المصلين لم يتحرك. وأمر ألدون، أسقف تشيستر لو ستريت وقائد الرهبنة الصوم المقدس لمدة ثلاثة أيام مصحوبًا بصلاة القديس. خلال الصوم ظهر القديس كوثبيرت لراهب معين اسمه إيدير مع تعليمات بأن التابوت يجب أن يؤخذ إلى دون هولم. بعد الكشف عن إدمير وجد ألدون أنه كان قادرًا على تحريك النعش لكنه لم يعرف مكان دون هولم.
أسطورة بقرة دون، التي تم توثيقها لأول مرة في طقوس دورهام، وهي رواية مجهولة عن كاتدرائية دورهام، نُشرت عام 1593 تستند إلى رواية سيمون. وفقًا لهذه الأسطورة، صادف الرهبان في وقت لاحق من ذلك اليوم، بالصدفة، خادمة حليب في جبل جوي (جنوب شرق دورهام الحالية). ذكرت أنها كانت تبحث عن بقرة ضائعة كانت قد شاهدتها آخر مرة في دون هولم. ولما أدرك الرهبان أن هذه علامة من القديس، تبعوها. استقروا في «جزيرة تل» مشجرة - صخرة غابات عالية محاطة من ثلاث جهات بنهر وير. هناك أقاموا مأوى للآثار، في المكان الذي ستقف فيه كاتدرائية دورهام فيما بعد. يذكر سيميون أن المبنى الخشبي المتواضع الذي أقيم هناك بعد فترة وجيزة كان أول مبنى في المدينة. في وقت لاحق، بنى الأسقف الدهون كنيسة حجرية تم تكريسها في سبتمبر 998. لم يعد قائما بعد أن حل محله الهيكل النورماندي.
يتم تفسير الأسطورة من خلال نحت الحجر الفيكتوري المنحوت على الوجه الجنوبي للكاتدرائية ومؤخراً من خلال النحت البرونزي "Durham Cow" (1997، أندرو بيرتون)، والذي يتكئ على نهر وير أمام الكاتدرائية.

### تاريخ القرون الوسطى

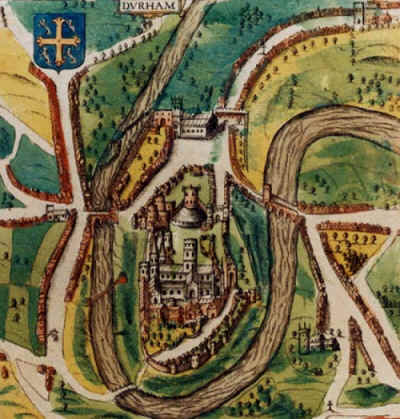
A map of the city from 1610

خريطة للمدينة من عام 1610خلال فترة القرون الوسطى، اكتسبت المدينة شهرة روحية باعتبارها مكان الراحة الأخير للقديس كوثبرت وسانت بيدي الموقر. كان ضريح القديس كوثبير الواقع خلف المذبح العالي بكاتدرائية دورهام أهم موقع ديني في إنجلترا حتى استشهاد القديس توماس بيكيت في كانتربري عام 1170.
اشتهر القديس كوثبرت لسببين. أولاً، استمرت قوى الشفاء المعجزة التي أظهرها في الحياة بعد وفاته مع العديد من القصص عن أولئك الذين يزورون ضريح القديس وقد شفوا من جميع أنواع الأمراض. أدى ذلك إلى أن يُعرف بـ «العامل الإنجليزي المعجزة». ثانياً، بعد الترجمة الأولى لأثاره عام 698 م، تبين أن جسده غير قابل للفساد. بصرف النظر عن ترجمة موجزة إلى الجزيرة المقدسة أثناء الغزو النورماندي the saint's relics have remained enshrined to the present day.، ظلت رفات القديس محفوظة حتى يومنا هذا. كما تم دفن عظام القديس بيد في الكاتدرائية والتي جذبت أيضًا حجاج العصور الوسطى إلى المدينة.
لطالما منحها موقع دورهام الجغرافي مكانة مهمة في الدفاع عن إنجلترا ضد الاسكتلنديين. لعبت المدينة دورًا مهمًا في الدفاع عن الشمال وقلعة دورهام هي القلعة النورماندية الوحيدة التي لم تتعرض لخرق على الإطلاق. في عام 1314، دفعت أسقفية دورهام للأسكتلنديين «مبلغًا كبيرًا من المال» لعدم حرق دورهام. وقعت معركة نيفيل كروس بالقرب من المدينة في 17 أكتوبر 1346 بين الإنجليز والاسكتلنديين وكانت خسارة فادحة للأسكتلنديين.
عانت المدينة من تفشي الطاعون في 1544 و 1589 و 1598.

### الأساقفة الأمير
بفضل العناية الإلهية التي تم إثباتها في التأسيس الأسطوري للمدينة، كان أسقف دورهام دائمًا يتمتع بلقب «أسقف من العناية الإلهية» على عكس الأساقفة الآخرين، الذين هم «أسقف بإذن إلهي». ومع ذلك، نظرًا لأن شمال شرق إنجلترا يقع بعيدًا عن وستمنستر، فقد تمتع أساقفة دورهام بسلطات غير عادية مثل القدرة على عقد برلمانهم الخاص، تكوين جيوشهم الخاصة، وتعيين عمداءهم وقضائهم، إدارة القوانين الخاصة بهم، وفرض الضرائب والرسوم الجمركية، وإنشاء المعارض والأسواق، وإصدار المواثيق، وإنقاذ حطام السفن، وجمع الإيرادات من المناجم، وإدارة الغابات وصك العملات المعدنية الخاصة بهم. كانت سلطات الأسقف بعيدة المدى حتى علق وكيل الأسقف أنطوني بيك في عام 1299 بعد الميلاد: «هناك ملكان في إنجلترا، هما ملك إنجلترا اللورد، يرتدي تاجًا علامة على ملكيته ويرتدي أسقف دورهام اللورد. ميتري مكان التاج، في إشارة إلى سلطته في أبرشية دورهام». [21] كل هذا النشاط كان يدار من القلعة والمباني المحيطة بالقصر الأخضر. العديد من المباني الأصلية المرتبطة بوظائف قصر المقاطعة هذه بقيت في شبه الجزيرة التي تشكل المدينة القديمة.
مدخل قلعة دورهام، قصر الأساقفة حتى عام 1832 عندما انتقل إلى قلعة أوكلاند كان كل أسقف من دورهام من 1071 إلى 1836 أميرًا أسقفًا باستثناء التعيين النورماندي الأول، الأسقف والشير (في المنصب حوالي 1071-1080)، والذي تم تعيينه [من قبل من؟] على شكل إيرل أسقف. على الرغم من أن مصطلح «أمير أسقف» قد استخدم كأداة مفيدة في فهم وظائف أساقفة دورهام، إلا أنه لم يكن لقبًا سيعرفونه. يرجع الفضل إلى آخر أسقف من الأمير دورهام، الأسقف ويليام فان ميلديرت، [من قبل من؟] في تأسيس جامعة دورهام في عام 1832. لقد قلص هنري الثامن بعض سلطات الأمير-الأسقف وأمر في عام 1538 بتدمير ضريح القديس كوثبيرت.
يصف أحد مواقع اليونسكو دور أمير الأساقفة في «الدولة العازلة بين إنجلترا واسكتلندا»

### نظام قانوني
كان لدى الأساقفة الأمير نظام محاكمهم الخاص، بما في ذلك على وجه الخصوص محكمة Chancery في مقاطعة Palatine في دورهام و Sadberge. كان للمقاطعة أيضًا المدعي العام الخاص بها الذي تم اختبار سلطته في تقديم لائحة اتهام بشأن المسائل الجنائية من قبل الحكومة المركزية في قضية آر ضد ماري آن كوتون (1873).</ref>[وثِّق الاقتباس] ألغيت بعض المحاكم والمناصب القضائية في المقاطعة من قبل محكمة القضاء العليا قانون 1873. ألغى القسم 2 من قانون دورهام (مقاطعة بالاتين) 1836 والمادة 41 من قانون المحاكم 1971 أخرى.

### الحرب الأهلية وعصر الكومنولث (1640 إلى 1660)

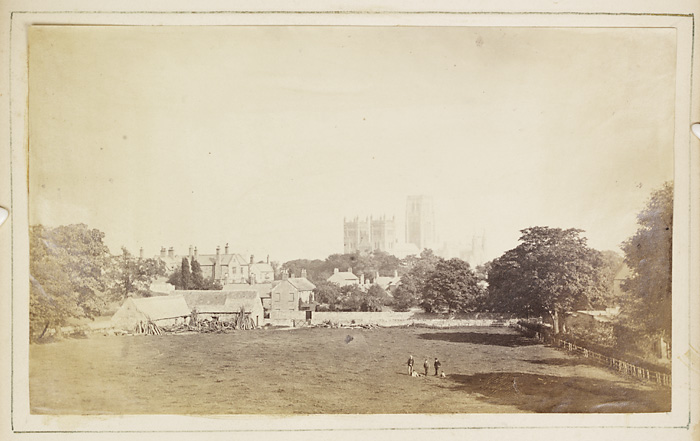
View of Durham Cathedral and its surroundings c. 1850

منظر لكاتدرائية دورهام والمناطق المحيطة بها ج. 1850 ظلت المدينة موالية للملك تشارلز الأول في الحرب الأهلية الإنجليزية - من عام 1642 حتى إعدام الملك عام 1649. جاء تشارلز الأول إلى دورهام ثلاث مرات خلال فترة حكمه من 1625 إلى 1649. أولاً، جاء عام 1633 إلى الكاتدرائية من أجل خدمة مهيبة استقبله فيها الفصل والأسقف بتكلفة كبيرة. وعاد خلال الاستعدادات لحرب الأساقفة الأوائل (1639). جاءت زيارته الأخيرة للمدينة في نهاية الحرب الأهلية. هرب من المدينة عندما اقتربت قوات أوليفر كرومويل. أسطورة محلية ذكرت أنه هرب إلى أسفل بيلي وعبر أولد إلفيت. تقول أسطورة محلية أخرى أن كرومويل أقام في غرفة في فندق رويال كاونتي الحالي في أولد إلفيت أثناء الحرب الأهلية. الغرفة مشهورة [من؟] أن شبحه يطاردها. عانت دورهام كثيرًا خلال الحرب الأهلية (1642 - 1651) والكومنولث (1649-1660). لم يكن هذا بسبب الهجوم المباشر من كرومويل أو حلفائه، ولكن بسبب إلغاء كنيسة إنجلترا وإغلاق المؤسسات الدينية المتعلقة بها. لطالما اعتمدت المدينة على العميد والفصل والكاتدرائية كقوة اقتصادية.
تعرضت القلعة لأضرار كبيرة وخراب خلال الكومنولث بسبب إلغاء مكتب الأسقف (الذي كان مقر إقامته). صادر كرومويل القلعة وباعها إلى عمدة لندن بعد فترة وجيزة من أخذها من الأسقف. حلت الكاتدرائية مصير مماثل، حيث تم إغلاقها في عام 1650 واستخدمت لسجن 3000 سجين اسكتلندي. لا يزال من الممكن رؤية الكتابة على الجدران التي تركوها اليوم محفورة في الحجر الداخلي.
في الترميم عام 1660 تم تعيين جون كوزين (الكنسي السابق) أسقفًا (في المنصب: 1660-1672) وشرع في مشروع ترميم كبير. وشمل ذلك تكليف الأعمال الخشبية الشهيرة في جوقة الكاتدرائية وغطاء الخط والدرج الأسود في القلعة. أجرى خليفة الأسقف كوزين الأسقف اللورد ناثانييل كرو (في منصبه: 1674-1721) تجديدات أخرى في كل من المدينة والكاتدرائية.

### القرن ال 18
في عام 1720، تم اقتراح أن تصبح دورهام ميناءً بحريًا عن طريق حفر قناة شمالًا للانضمام إلى نهر تاين بالقرب من غيتسهيد. لم يأت شيء من الخطة لكن تمثال نبتون في السوق كان بمثابة تذكير دائم بالإمكانيات البحرية لدورهام.
ظلت فكرة رسو السفن في الرمال أو ميلبورنغيت حاضرة في أذهان رجال الأعمال في دورهام. في عام 1758، كان هناك اقتراح جديد يأمل في جعل الملابس صالحة للملاحة من دورهام إلى سندرلاند من خلال تغيير مسار النهر، لكن الحجم المتزايد للسفن جعل هذا غير عملي. ومما زاد من تعقيد ذلك حقيقة أن سندرلاند قد نمت لتصبح الميناء الرئيسي في الشمال الشرقي ومركز الشحن.
في عام 1787 تم تأسيس مستوصف دورهام.
شهد القرن الثامن عشر أيضًا ظهور الحركة النقابية في المدينة.

### القرن ال19

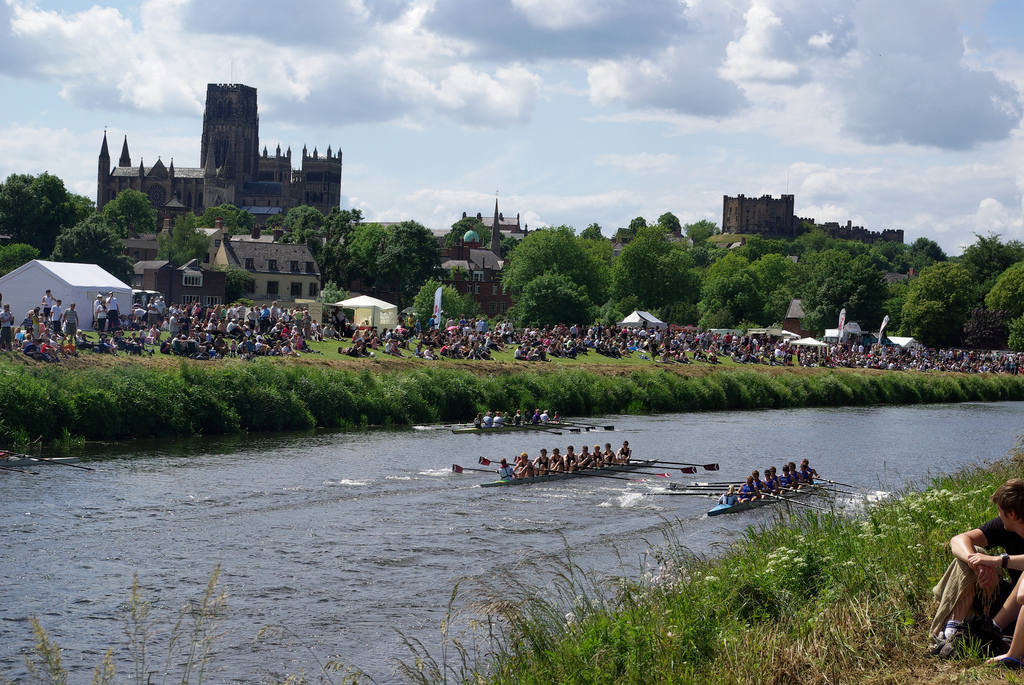
Durham Cathedral and castle as seen from the river bank whilst a boat race takes place between University College, Durham and جامعة نيوكاسل

تُرى كاتدرائية وقلعة دورهام من ضفة النهر أثناء سباق القوارب بين الكلية الجامعية ودورهام وجامعة نيوكاسل
شهد قانون الإصلاح العظيم لعام 1832 إزالة معظم سلطات الأمير أسقف على الرغم من أنه لا يزال لديه الحق في الحصول على مقعد في مجلس اللوردات. أعطى قانون الهيئات البلدية لعام 1835 سلطة إدارة المدينة لهيئة منتخبة. تم إلغاء جميع الجوانب الأخرى للسلطات الزمنية للأسقف بموجب قانون دورهام (مقاطعة بالاتين) لعام 1836 وعاد إلى التاج.
قانون تمثيل الشعب لعام 2000 ويعتبر ثاني أكبر أسقف ورابع أكبر رجل دين في كنيسة إنجلترا. منحت محكمة المطالبات لعام 1953 الحق التقليدي للأسقف في مرافقة الملك في التتويج، مما يعكس أقدميته.
أول تعداد أُجري عام 1801، ينص على أن مدينة دورهام كان يبلغ عدد سكانها 7100. مرت الثورة الصناعية في الغالب بالمدينة. ومع ذلك، اشتهرت المدينة بصناعة السجاد والنسيج. على الرغم من أن معظم النساجين في العصور الوسطى الذين ازدهروا في المدينة قد غادروا بحلول القرن التاسع عشر، إلا أن المدينة كانت موطنًا لمصنع هيو ماكاي للسجاد، الذي أنتج الماركات الشهيرة من أكسمينستر والسجاد المعنقد حتى دخل المصنع إلى الإدارة في أبريل 2005 ومن الصناعات المهمة الأخرى صناعة الخردل واستخراج الفحم.
كما وضعت الثورة الصناعية المدينة في قلب حقول الفحم الصناعة الرئيسية في المقاطعة حتى السبعينيات. عمليا كان لكل قرية حول المدينة منجم فحم وعلى الرغم من اختفائها منذ ذلك الحين كجزء من التدهور الإقليمي في الصناعة الثقيلة، إلا أن التقاليد والتراث وروح المجتمع لا تزال واضحة.
شهد القرن التاسع عشر أيضًا تأسيس جامعة دورهام بفضل كرم المطران ويليام فان ميلديرت والفصل عام 1832. أصبحت قلعة دورهام أول كلية [44] (الكلية الجامعية دورهام) وانتقل الأسقف إلى قلعة أوكلاند كمقر إقامته الوحيد في المقاطعة. تمت إضافة قاعة الأسقف هاتفيلد (لاحقًا كلية هاتفيلد، دورهام) في عام 1846 خصيصًا لأبناء العائلات الفقيرة، حيث افتتح المدير نظامًا جديدًا للحياة الجامعية الإنجليزية للرسوم المسبقة لتغطية الإقامة وتناول الطعام الجماعي.
حضر حفل دورهام مينرز الأول 5000 عامل منجم في عام 1871 في وارتون بارك، ولا يزال أكبر حدث نقابي اشتراكي في العالم.

### القرن ال 20
في وقت مبكر من القرن العشرين، استنفد الفحم، وتم عمل شق مهم بشكل خاص في عام 1927، وفي فترة الكساد العظيم التي أعقبت ذلك، كانت دورهام من بين تلك المدن التي عانت من معاناة شديدة بشكل استثنائي. ومع ذلك، توسعت الجامعة بشكل كبير. تأسست كلية سانت جون وجمعية سانت كوثبرت في بيلي، لتكمل سلسلة الكليات في تلك المنطقة من المدينة. من أوائل الخمسينيات إلى أوائل السبعينيات، توسعت الجامعة إلى جنوب وسط المدينة. تم إنشاء كليات Trevelyan و Van Mildert و Collingwood و Gray ، وتم إنشاء مبانٍ جديدة لكليات St Aidan و St Mary للنساء والتي كانت موجودة سابقًا في Bailey. جاءت الإضافة النهائية للجامعة في القرن العشرين من اندماج كليات القرن التاسع عشر المستقلة التابعة للمبجل بيد وسانت هيلد، والتي انضمت إلى الجامعة في عام 1979 باسم كلية سانت هيلد وسانت بيدي. شهدت الستينيات والسبعينيات من القرن الماضي أيضًا البناء في نيو إيلفيت. تم بناء Dunelm House لاستخدام اتحاد الطلاب أولاً، يليه Elvet Riverside الذي يحتوي على قاعات المحاضرات ومكاتب الموظفين. إلى الجنوب الشرقي من وسط المدينة، تم بناء المرافق الرياضية في قلعة مايدن، المجاورة لحصن العصر الحديدي الذي يحمل نفس الاسم، وتم تطوير موقع ماونت جوي، بدءًا من عام 1924 والذي احتوى في النهاية على مكتبة الجامعة والمباني الإدارية والمرافق اللازمة كلية العلوم.
إطلالة على موقع ماونت جوي بالجامعة باتجاه الكاتدرائية. لم يتم قصف دورهام خلال الحرب العالمية الثانية، على الرغم من أن إحدى الغارات في ليلة 30 مايو 1942 أدت إلى ظهور الأسطورة المحلية «ضباب سانت كوثبرت». ينص هذا على أن Luftwaffe حاولت استهداف دورهام، ولكن تم إحباطها عندما أنشأ Cuthbert ضبابًا يغطي كل من القلعة والكاتدرائية، مما يمنعهم من القصف. [47] يتنازع شهود العيان المعاصرون على أحداث الليل الدقيقة. لا تزال الإشارة إلى الحدث داخل المدينة، بما في ذلك إلهام العمل الفني "Fogscape # 03238" في دورهام لوميير 2015.
تم تسمية «قلعة وكاتدرائية دورهام» كموقع تراث عالمي لليونسكو في عام 1986. ومن بين الأسباب التي تم تقديمها للقرار «كاتدرائية دورهام [كونها] أكبر وأكمل نصب للعمارة على طراز» نورمان «في إنجلترا»، وجبو الكاتدرائية كونه نموذجًا تجريبيًا مبكرًا للطراز القوطي. تشمل المواقع المهمة الأخرى التابعة لليونسكو بالقرب من دورهام قلعة أوكلاند ومتحف التعدين الرئيسي بشمال إنجلترا ومتحف بيميش.

## المناخ
مثل بقية المملكة المتحدة، تتمتع دورهام بمناخ معتدل. في  متوسط هطول الأمطار السنوي أقل من المتوسط الوطني لـ 1,125 مليمتر (44 بوصة) وبالمثل، هناك حوالي 122 يومًا فقط  حيث يسقط أكثر من 1 مليمتر (0.04 بوصة) مقارنةً بمطر المتوسط الوطني 154.4 يومًا. تشهد المنطقة في المتوسط 1445.4 ساعة من أشعة الشمس في السنة،  مقارنة بالمعدل الوطني البالغ 1125.0 ساعة. <اسم المرجع = «مناخ المملكة المتحدة» /> هناك صقيع في 51.5 يومًا  مقارنة بالمعدل الوطني البالغ 55.6 يومًا. 12.5 °م (54.5 °ف) and 5.2 °م (41.4 °ف)12.1 °م (53.8 °ف) and 5.1 °م (41.2 °ف) 32.5 °م (90.5 °ف) 

## توأمة
لدرم (إنجلترا) اتفاقيات توأمة مع كل من:
- كوستروما
- توبينغن

## أعلام
- رانولف فلامبارد
- بيرت مارشال
- بروك وستكوت
- توم ألدرسون
- ستوارت بارنابي
- ويليام شانكس
- ستيفاني هوتون
- إليزابيث باريت براونينغ
- أنطوني إيدن
- هاري بروس